# Ann Alexander

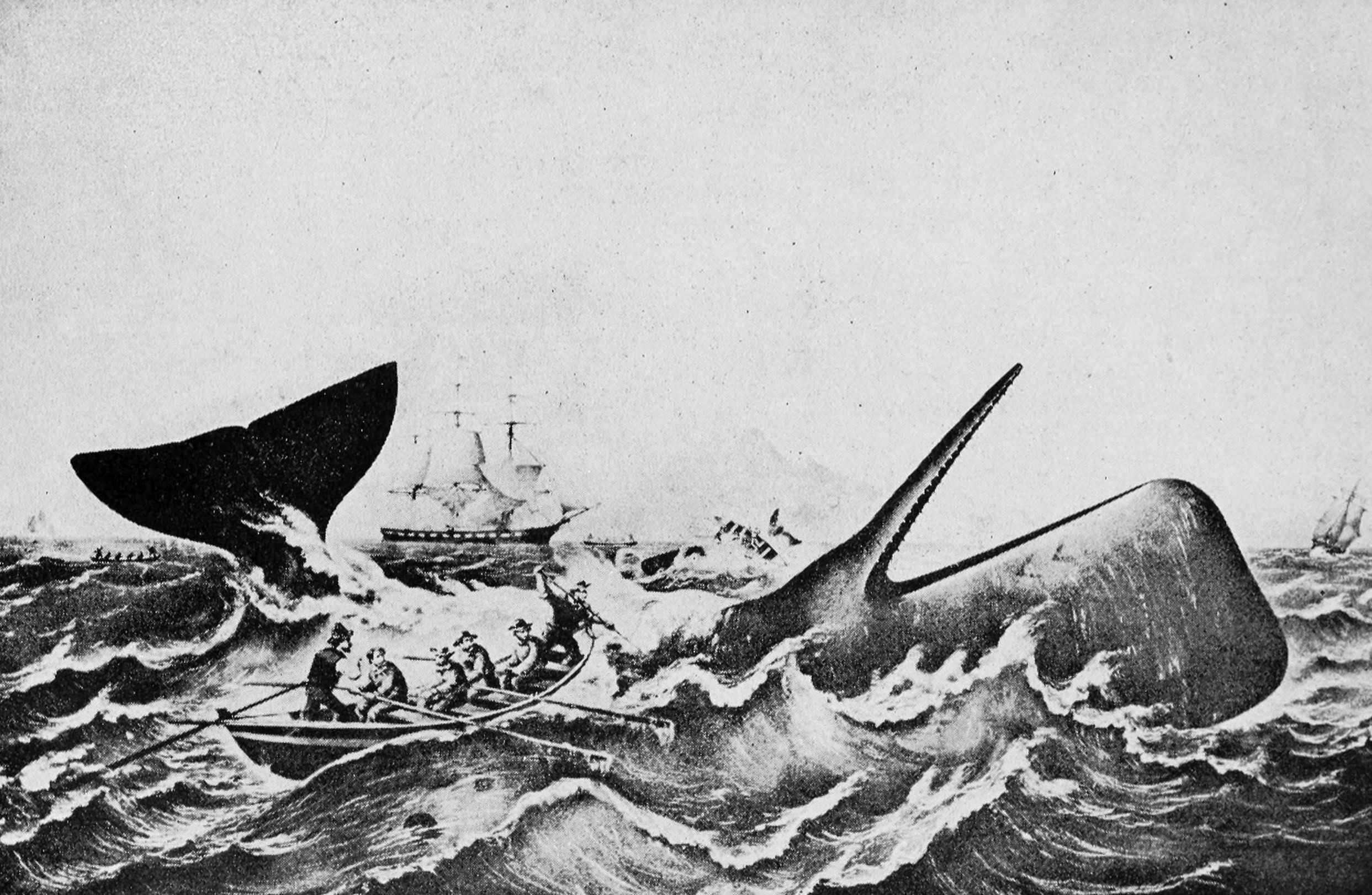
Chasse au cachalot : une baleinière tout près de l'animal en premier plan, un baleinier dans le fond.

L’Ann Alexander était un baleinier de New Bedford (Massachusetts) qui a été défoncé et coulé par un cachalot blessé le 20 août 1851 près des îles Galápagos, une trentaine d'années après l'incident notable dans lequel l'Essex avait été coulé par un animal de la même espèce.

## Coulé par un cachalot
Après que le cétacé a déjà détruit deux des baleinières dans ses mâchoires, il perfore l’Ann Alexander sous la ligne de flottaison et le navire est abandonné. L'équipage est secouru le 22 août 1851 par le Nantucket.
À peine quelques mois plus tard, le 18 octobre 1851 et le 14 novembre 1851, sont publiées les premières éditions du grand roman de Herman Melville sur la chasse à la baleine, Moby Dick. Ce roman est basé sur un incident similaire impliquant l'Essex, et qui avait eu lieu une génération plus tôt, en 1820.

## Réaction de Melville
Melville commentera ainsi l'incident : « Dieux ! Quel critique fait ce cétacé de l’Ann Alexander. Ce qu'il a à dire est court et concis et très au point. Je me demande si mon mauvais art a soulevé ce monstre. »

## Devenir du cétacé
« Cinq mois après la catastrophe cette baleine pugnace a été capturée par le Rebecca Sims… Deux des harpons de l’Ann Alexander ont été trouvés en lui et sa tête avait subi de graves blessures, des morceaux de bois du navire plantés en elle. Le cétacé donna 70 ou 80 barils d'huile. »

## Arrivée à la bataille de Trafalgar
L’Ann Alexander, construit en 1805, était aussi connu pour arriver sur les lieux de la bataille de Trafalgar pour ravitailler les troupes.
« Le capitaine Snow au commandement du navire Ann Alexander se retrouve au large du cap Trafalgar, avec la flotte anglaise, quelques jours après la bataille de Trafalgar, entre la flotte anglaise et les flottes de France et d'Espagne, qui a eu lieu le 21 octobre 1805. » […] Le navire « était en route de New York à Livourne avec une cargaison de marchandise générale, composée de farine, de tabac, de sel, de poisson, de bois, etc. »
« Comme la flotte de Nelson revenait victorieuse, mais dévastée après la bataille de Trafalgar en 1805, l’Ann Alexander de New Bedford navigua à sa rencontre, transportant pommes, farine et bois — juste ce dont avaient besoin des marins affamés et blessés. »

## Piraterie
En 1807, lors d'un voyage depuis St Ives (Cornouailles, Angleterre) à Livourne, l’Ann Alexander a été pris à deux reprises par des corsaires espagnols, et une fois par un Man'o'war anglais.